# Vuelo 608 de United Airlines
El Vuelo 608 de United Airlines fue un vuelo comercial donde volaban en total 52 personas en un avión de pasajeros Douglas DC-6, registro NC37510, la ruta estaba programada desde Los Ángeles a Chicago cuando se estrelló a las 12:29 PM el 24 de octubre de 1947, aproximadamente a 1,5 millas (2,4 km) al sureste del aeropuerto de Bryce Canyon, en Utah, Estados Unidos. No hubo sobrevivientes entre los 5 miembros de la tripulación y 47 pasajeros a bordo, con un total de 52 personas fallecidas. Fue el primer accidente de un DC-6, y en ese momento fue el segundo accidente aéreo más mortífero en los Estados Unidos, superado por el vuelo 605 de Eastern Airlines por solo una fatalidad.

## Accidente
El vuelo 608 de United partió de Los Ángeles, California, a las 10:23 am. en un vuelo de rutina a Chicago, Illinois. A las 12:21 pm., el piloto del avión, el Capitán Everett L. McMillen, comunicó por radio que había un incendio en el compartimiento de equipaje que no podían controlar, y que el humo entraba en la cabina de pasajeros. El vuelo solicitó una autorización de emergencia al aeropuerto Bryce Canyon, Utah, el cual fue otorgado.
A medida que el avión descendía, las piezas del avión, incluidas partes del ala derecha, comenzaron a caerse y se encendió una de las bengalas de emergencia en el ala. A las 12:27 p. m., se escuchó la última transmisión de radio desde el avión: "Podemos hacerlo, acercándonos a una franja". Los informes de los observadores indican que el avión pasó sobre la mesa del cañón, aproximadamente a 1,500 yardas (1,400 m) de la pista de aterrizaje. Con las ráfagas del suelo del cañón que fluían por el costado de la mesa, el avión lisiado, a solo 10 pies (3,0 m) del suelo, se salió de control y se estrelló.
Los observadores de tierra informaron que los ocupantes del avión, antes del impacto, arrojaban varios artículos por la puerta de la cabina en un intento de aligerar la carga mientras el DC-6 descendía sobre el cañón. El avión se estrelló en tierra del Servicio de Parques Nacionales , matando a los 52 pasajeros y tripulantes a bordo.
La edición del 25 de octubre de 1947 de The Bridgeport (Conn.) Post informó el incidente así:
Tras el humo y las llamas durante al menos 22 millas [35 km] antes de estrellarse, el barco gigante arado una franja ennegrecida por el humo durante 800 yardas [730 m] junto a la carretera estatal 22 [Johns Valley Road], justo al este del aeropuerto Bryce Canyon. La escena está en el sur de Utah, a unas 275 millas [443 km] al sur de Salt Lake City.
Los motores, chamuscados y retorcidos, fueron lanzados de 200 a 300 pies [61 a 91 m] más allá del área quemada, mientras que un trozo de la cola - 18 a 30 pies [5.5 a 9.1 m] de largo - era la parte más grande del avión restante. Los cuerpos, quemados e irreconocibles en su mayor parte, fueron horriblemente destrozados. Dos bebés y 21 o más mujeres se encontraban entre las víctimas, una de las mujeres era una futura madre. Los restos mutilados fueron arrojados a través de la meseta de 7.300 pies [2.200 m] o soplados en el cañón profundo de 200 pies [61 m] justo detrás del punto de impacto. Todos los cuerpos fueron dejados en la escena hasta esta mañana, con guardias colocados para protegerlos de los coyotes .
En espera de una investigación, varios grupos de investigadores iniciaron hoy sondeos oficiales sobre la causa del accidente. Sin embargo, una cosa que se sabía era que el Capitán Everett L. MacMillen de Balboa Island , California, el piloto, informó por radio a las 12:21 p. m. ( MST ), unos minutos antes del incidente que había estallado el incendio, probablemente en el compartimento de equipaje del avión, y que la cabina estaba llena de humo. Cinco minutos después, el veterano de 18 años volando en rutas occidentales abrió su micrófono e informó: 'El fuego de cola se está apagando. Podemos bajar y no podemos. El mejor lugar que podamos.
A las 12:27 informó que había regresado al aeropuerto de Bryce Canyon y dijo 'Puede hacerlo. Creo que tenemos una oportunidad ahora, acercándonos a la tira. El siguiente mensaje de radio llegó desde la torre del aeropuerto aquí a las 12:32 p. m.. Dijo: "Disparen una milla al este". La nave se había hundido en ese punto.

## Causa del accidente
Poco más de tres semanas después, el 11 de noviembre de 1947, un incidente similar en vuelo casi reclamó un segundo avión comercial DC-6.
Un American Airlines DC-6 (NC90741), en un vuelo de San Francisco a Chicago con 25 tripulantes y pasajeros a bordo, informó sobre un incendio a bordo sobre Arizona y logró hacer un aterrizaje de emergencia en llamas en el Aeropuerto de Gallup , Nuevo México . Los 25 ocupantes escaparon del avión en llamas y el fuego se extinguió. A diferencia del accidente de Bryce Canyon un mes antes, los investigadores ahora tenían un avión dañado pero intacto para examinar y estudiar.
La causa tanto del accidente de Bryce Canyon como del casi fatal incidente de Gallup fue rastreado hasta una falla de diseño. Se colocó una toma de entrada del calentador de cabina demasiado cerca de la ventilación de aire del tanque de combustible alternativo número 3. Si las tripulaciones de vuelo permitieron que un tanque de combustible se llenara en exceso durante una transferencia de combustible de rutina entre los tanques laterales, podría provocar que fluyeran varios galones de exceso de combustible por el respiradero del tanque y luego ser succionado por el sistema de calefacción de la cabina, que luego encendió el combustible. Esto provocó el incendio que destruyó el avión de United en Bryce Canyon y dañó severamente el avión estadounidense que aterrizó en llamas en Gallup.
En el accidente de Bryce Canyon, la Junta de Aeronáutica Civil descubrió que las causas eran la falla de diseño, la capacitación inadecuada de la tripulación sobre el peligro y la incapacidad de la tripulación para detener la transferencia de combustible antes de que el tanque se desbordara

## Consecuencias
Los procedimientos desarrollados como resultado de este desastre hacen que este choque sea históricamente importante. Fue la primera vez que se reconstruyó un avión a partir de sus restos para ayudar a determinar la causa del accidente. Este es ahora un procedimiento estándar.
Los restos se cargaron en camiones y se trasladaron a Douglas Aircraft Company en California, donde se volvió a montar el avión.
Como resultado del desastre, toda la flota de 80 aviones Douglas DC-6, incluido el avión del presidente de los EE. UU. (aeronave gemela), recibió la orden de aterrizar y retirarse. Los cambios de diseño que se hicieron a partir de entonces todavía se mantienen en la actualidad.